# Ray Cresp
Ray Cresp, właśc. Raymond Maurice Cresp (ur. 25 sierpnia 1928 w Melbourne, zm. 20 sierpnia 2022) – australijski żużlowiec. 

## Życiorys
Największy sukces w karierze odniósł w 1961, awansując do rozegranego w Malmö finału indywidualnych mistrzostw świata na żużlu, w którym zajął XIV miejsce. Dwukrotnie reprezentował Australię w turniejach eliminacyjnych drużynowych mistrzostw świata (w latach 1960 i 1961). W 1964 zdobył w Sydney brązowy medal indywidualnych mistrzostw Australii. W 1961 wystąpił w finale indywidualnych mistrzostw Wielkiej Brytanii, zajmując VII miejsce.
W lidze brytyjskiej startował w barwach klubów Eastbourne Eagles (1956), Wembley Lions (1956), Oxford Cheetahs (1957), Ipswich Witches (1958, 1960–1962), Poole Pirates (1959), Norwich Stars (1962), St Austell Gulls (1963), West Ham Hammers (1964) oraz Long Eaton Archers (1965–1966). Srebrny medalista drużynowych mistrzostw Wielkiej Brytanii (1956).
Uczestniczył w Grand Prix Natalu 1962 w ramach Południowoafrykańskiej Formuły 1. Cresp rywalizował w wyścigu Cooperem T59 w barwach zespołu Hoffmann Racing. Australijczyk nie ukończył jednak zawodów.